# العلاقات السعودية الأوروبية
تنامت العلاقات السعودية الأوروبية بدايةً مع الدول الكبرى ذات المصالح في المنطقة مثل بريطانيا وفرنسا وألمانيا وإيطاليا وكذلك روسيا الاتحادية ، ففي بداية نشأة المملكة العربية السعودية حرص الملك عبدالعزيز على أهمية العلاقات الخارجية في تكوين تأثير وثقل للمملكة في المجتمع الدولي.
وقد نشأت العلاقات الاقتصادية بشكل رسمي بعد توقيع اتفاقية التعاون بين دول مجلس التعاون لدول الخليج العربية والاتحاد الأوروبي 1989م، وكان أول وفد من مندوبية الاتحاد الأوروبي قد افتتح رسمياً في الرياض عام 2004م، ويعد ممثلاً للاتحاد الأوروبي لدى الدول الأعضاء في مجلس التعاون وفي الأمانة العامة لمجلس التعاون لدول الخليج العربية.  
وكون العلاقات الدفاعية والأمنية  بين الرياض والدول الأعضاء في الاتحاد الأوروبي متباينة فإن المتوقع أن تستمر المملكة في التعاون في مجال التدريب والدفاع، والاتصالات، ونقل التكنولوجيا.
وتعتبر فرنسا والمملكة المتحدة مصدري الدفاع الرئيسيين للسعودية، ولكن تسعى رؤية 2030 لتوطين الصناعات الدفاعية في البلاد.
والمملكة العربية السعودية ودول الاتحاد الأوروبي تجمع بينهم علاقات تاريخية تشكلت على اسس الحوار السياسي بين الطرفين ووجهات نظر متقاربة في عدد من القضايا الجوهرية مثل المبادرة العربية للسلام في الشرق الأوسط .
وعلى مستوى العلاقات الثنائية فإن المملكة والدول الأوروبية تبادل الجانبان الزيارات الرسمية وبحثا التعاون في عدد من الجوانب وخاصة في مواجهة التحديات المشتركة مثل الإرهاب الدولي وأمن الطاقة وغيرها.

## العلاقات السعودية البريطانية
ونظراً لوقوع المنطقة العربية في ذلك الوقت تحت الاستعمار سواءً البريطاني أو الفرنسي أو التركي، بشكله المباشر أو من خلال الانتداب فقد  أدركت السعودية النفوذ البريطاني في المنطقة وأنها قوة مؤثرة فبادر الملك عبدالعزيز بالاتصال بها ولكن لم تكن العلاقات بتلك القوة بينهم في تلك الفترة.
وفي عام 1906م، سعى المعتمد البريطاني في منطقة الخليج والعراق برسي كوكس حكومته على ضرورة الاتصال بالملك عبدالعزيز وأن تجاهل ذلك لا يصب في مصلحتهم، ترددت بريطانيا في موقفها تجاه السعودية ولكن ذلك لم يمنع ابن سعود من الالتقاء بأول مسؤول بريطاني وهو الكابتن شكسبير الوكيل السياسي في الكويت وذلك في عام 1911م ثم التقى به في العام التالي، وايضاً جمع بينهم لقاء بعد ضم الأحساء. وبعد بروز المملكة كقوة سياسية في الجزيرة العربية، ارتأت الحكومة البريطانية في الخليج ضرورة تكثيف الاتصالات مع المؤسس.
ثم بعد اندلاع الحرب العالمية الأولى وانضمام تركيا إلى دول الوسط، سعت بريطانيا لكسب صداقة الملك عبدالعزيز وكسب تأييده، وبعد لقائه بـشكسبير في عام 1914م اتضح لهم أن الملك يميل إلى مبدأ الحياد إلى أن توقع اتفاقية مع بريطانيا يمكن التفاوض عليها.
وبعد التفاوض جرى توقيع معاهدة دارين أو القطيف في 1915م بين الطرفين وقعها من الجانب البريطاني السيد برسي كوكس و من الجانب السعودي الملك نفسه. وتضمنت المعاهدة اعتراف بريطانيا بسيادته على نجد والأحساء والقطيف والجبيل وملحقاتها، وتعهد الملك فيها بعد التدخل في شؤون مشيخات دول الخليج العربية التي تقع تحت النفوذ أو الحماية البريطانية.
واستبدلت الاتفاقية بعد ذلك باتفاقية جدة في 1927م وتضمنت إلغاء اتفاقية دارين والاعتراف باستقلالها التام. وفي ظل تطور العلاقات بين الجانبين تبادل كلا منهما التمثيل الدبلوماسي في 1926م، وجاء اللقاء الذي جمع بين الملك عبدالعزيز و رئيس الوزراء البريطاني وينستن تشرشل في فندق الأوبرج في مصر عام 1945م، تأكيداً على سياسة الصداقة بين الجانبين، ولكن ظلت العلاقات متذبذبة نتيجة مشكلة الحدود.
بنجاح الشركة الأمريكية في الحصول على الامتياز للتنقيب عن الزيت ومع مشكلة الحدود توترت العلاقة خاصة في أعقاب العدوان الثلاثي على مصر مما دفع المملكة لقطع علاقتها مع بريطانيا و فرنسا و حظر تصدير النفط لكليهما. وفي عام 1963م استأنفت المملكة العلاقات. وتطورت على خلفية زيارة الملك فيصل لبريطانيا في 1967م،  وارتفع حجم التبادل التجاري كما زاد الترابط بين الجانبين. وخلال زيارته وكل الملك فيصل وزير الدفاع والطيران - آنذاك– الأمير سلطان بن عبدالعزيز بزيارة لمصانع الطائرات التي تنتج الطائرات النفاثة لسلاح الطيران الملكي السعودي، وذلك ضمن مشروع الدفاع الجوي، مثل طائرات التدريب، وطائرات (لايتنج).
وعند نشوب الحرب بين إسرائيل و الدول العربية  في العام ذاته استخدم الملك فيصل الضغط على الدول الكبرى منها بريطانيا لحثهم على التخلص من العدوان الإسرائيلي.
وعلى إثر اندلاع حرب العاشر من رمضان عام 1973م، ارتفع سعر النفط وارتفعت ميزانيات دول الخليج منهم المملكة وزاد حجم التبادل التجاري مع بريطانيا مما جعلها تسعى لتلبية احتياجات المملكة من الأسلحة وخير دليل على ذلك صفقة طائرات التورنيدو.
وقام الملك خالد بن عبدالعزيز بأول زيارة رسمية لبريطانيا في عام 1981م، بدعوة من الملكة اليزابيث الثانية، وكانت هناك مباحثات رسمية مع رئيسة الوزراء البريطانية مارجريت تاتشر خلال الزيارة، وتضمنت تعزيز التعاون في العلاقات الثنائية بين البلدين.
وأيضاً سار الملك فهد بن عبدالعزيز على نهج أخيه فقد كانت زيارته الرسمية إلى بريطانيا عام 1987م، بعد توليه مقاليد الحكم، وجاءت تأكيداً على علاقة المودة التي تجمع بين السعودية وبريطانيا.
وسبق أن زار الملك سلمان بريطانيا في عام 2000م والتقى خلال زيارته برئيس الوزراء في ذلك الوقت توني بلير. وأثناء تولي الملك عبدالله بن عبدالعزيز الحكم زار بريطانيا عام 2007م ؛ ليلبي دعوة الملكة إليزابيث الثانية الرسمية.
وبين المملكة وبريطانيا عدة اتفاقيات تنظم التعاون المشترك بينهم في المجالات الاقتصادية والثقافية، منها مذكرة تفاهم مشتركة للتعاون في مجال الشباب والرياضة، واتفاقية لتجنب الازدواج الضريبي، بالإضافة إلى مذكرة تفاهم في مجال التدريب التقني والفني، فضلاً عن مذكرة تفاهم بين الهيئة العامة للسياحة والآثار بالمملكة والمتحف البريطاني، ومذكرة تفاهم بين وزارة الصحة بالمملكة ووزارة الصحة البريطانية للتعاون في المجالات الصحية، والشركة السعودية البريطانية القابضة للاستثمار(مجلس الأعمال السعودي البريطاني) .
وتشترك المملكتين في العديد من الفعاليات والبرامج الثقافية، حيث أن المملكة تشارك في معرض لندن للكتاب الدولي، كما جرى تنفيذ برامج وفعاليات بالتعاون مع المتحف البريطاني والمتاحف الأخرى في مجال العمل الثقافي، وعلى الصعيد العلمي فإن السعودية تبتعث طلابها سنوياً للجامعات والمؤسسات التعليمية في بريطانيا ضمن برنامج خادم الحرمين الشريفين للابتعاث الخارجي، حيث يفوق عددهم حالياً 20 ألف طالب وطالبة في مختلف التخصصات.
ومن الناحية التجارية فإن بريطانيا، تحتل بريطانيا المرتبة الثانية بعد الولايات المتحدة الأمريكية ويقدر حجم التجارة  بين البلدين في 2017م بقيمة 18,797 مليون ريال سعودي. ويقدر حجم الاستثمارات السعودية في بريطانيا نحو 21.6 مليار ريال. بينما وصلت قيمة الصادرات لعام 2017م بين الدولتين إلى 7,061 مليون ريال سعودي، في حين بلغت قيمة الواردات نحو 11,735مليون ريال سعودي.

## العلاقات السعودية الفرنسية
بعد ضم الحجاز في 1926م عقد الملك عبدالعزيز معاهدات مع الدول الأجنبية الكبرى منها فرنسا التي اعترفت به وعرفت معاهدة الصداقة التي وقع عليها في 10 نوفمبر 1931م، بمعاهدة الجزيرة وتلى ذلك  توقيع اتفاقية أخرى بين فرنسا والسعودية بالنيابة عن سوريا ولبنان بهدف تنظيم العلاقات بين هذين البلدين من جانب، والمملكة من جانب آخر.
ولكن نتيجة تورط فرنسا في العدوان الثلاثي على مصر سنة 1956م، تم قطع العلاقة بين المملكة وفرنسا ومنع تصدير النفط لها.ثم عادت العلاقات بعد رفع العدوان عن مصر وتعاونت السعودية وفرنسا في عدة جوانب وزاد حجم التبادل التجاري ووقع الطرفان اتفاقية التعاون الثقافي والفني في 1963م، وعقد مع شركة أوكسيراب الفرنسية للتنقيب عن النفط في الساحل الغربي للمملكة.
ومما زاد العلاقات متانة وقوف الرئيس الفرنسي الجنرال ديغول إلى جانب الدول العربي على العدوان الإسرائيلي وحظر تصدير السلاح إلى إسرائيل في 1967م، وتوالت الزيارات بين الجانبين فقد زار الملك فيصل فرنسا، ثم الملك فهد عندما كان ولياً للعهد في 1967م و 1975م، وأيضاً في1981م اجتمع بالرئيس الفرنسي فرانسوا ميتران وتبادل معه وجهات النظر في عدد من القضايا التي تهم الدولتين.
ومن أبرز مانتج عن هذه الزيارات توقيع الملك فهد بن عبد العزيز آل سعود اتفاقية عامة للتعاون الاقتصادي تهدف إلى تنمية ودعم التعاون بين البلدين في المجالات الصناعية والزراعية والتقنية مع رئيس وزراء فرنسا آنذاك جاك شيراك وإنشاء لجنة مشتركة برئاسة وزيري الخارجية في البلدين لتطوير ذلك التعاون ووضعه موضع التنفيذ في شهر رجب من عام 1395هـ، عندما زار فرنسا أثناء توليه العهد.
وفي عام 1397هـ قام الرئيس الفرنسي الأسبق فاليري جيسكار ديستان  بزيارة للمملكة وهي أول زيارة يقوم بها رئيس فرنسي للمملكة، وقام بزيارة مماثلة للمملكة في العام 1400هـ .
وزار الملك خالد بن عبد العزيز آل سعود فرنسا الأولى كانت في عام 1398هـ والثانية في عام 1401هـ.
وعلى إثر زيارة الملك فهد لفرنسا في 1401هـ ، قام الرئيس الفرنسي آنذاك فرانسوا ميتران بزيارة رسمية للمملكة عام 1401هـ.
وتوالت زيارات الملك فهد ففي عام 1404هـ قام بزيارة رسمية إلى فرنسا أجرى خلالها محادثات مع الرئيس الفرنسي ميتران وبحثا في بعض المسائل التي تهم الطرفين وكانت وجهات النظر فيها متطابقة.
كما قام  بزيارة رسمية لفرنسا عام 1407هـ تلبية لدعوة من الرئيس الفرنسي فرانسوا ميتران .
وبعام 1405 هـ زار فرنسا ، وبحث مع  الرئيس الفرنسي العلاقات الثنائية بين البلدين والجهود المبذولة لإحلال السلام في الشرق الأوسط ، وفي عام 1411هـ قام الرئيس الفرنسي فرانسوا ميتران بزيارة رسمية للمملكة .
وفي سبتمبر 2014م قام الملك سلمان بن عبدالعزيز بتلبية دعوة الرئيس فرانسوا هولاند لزيارة الجمهورية الفرنسية عندما كان وليا للعهد، وصدر عن تلك الزيارة بيان مشترك يؤكد تعزيز الشراكة الاستراتيجية بين المملكة وفرنسا بما يخدم المصالح المشتركة للبلدين وشعبيهما.
وضمن اتفاقيات موقعة يتعاون البلدين في عدد من الجوانب فقد قام الرئيس الفرنسي السابق نيكولا ساركوزي بتوقيع عدد من الاتفاقيات شملت اتفاقية تعاون مشترك بشأن المشاورات السياسية الثنائية بين وزارتي الخارجية في البلدين، واتفاقية في مجال التدريب المهني والتعليم التقني، واتفاقية تعاون في مجال التعليم العالي والبحث العلمي، واتفاقية تعاون في مجال الطاقة والتعاون الثنائي في مجال البترول والغاز وذلك خلال زيارته للمملكة في عام 1429هـ.
وأيضاً في المجال العسكري الأمني والعسكري تتعاون المملكة العربية السعودية وفرنسا في مجالات التدريب والتسليح لتعزيز الأمن الداخلي للمملكة ودفاعها عن مقدساتها وأراضيها.
وعلى الصعيد الاقتصادي تعد فرنسا المستثمر الثالث في المملكة، حيث تصل قيمة أسهم الاستثمار الأجنبي المباشر إلى 15.3 مليار دولار أمريكي، بينما بلغت قيمة الاستثمار السعودي في فرنسا 900 مليون يورو. ويعادل الاستثمار المباشر السعودي في فرنسا 3 % من قيمة الاستثمار المباشر الأجنبي السعودي في العالم و30 % من الاستثمار المباشر الأجنبي لدول مجلس التعاون في فرنسا.
ومنحت الهيئة العامة للاستثمار في أبريل 2013م تراخيص جديدة لعدد من الشركات الفرنسية لتأسيس مشروعات استثمارية داخل المملكة في قطاعات ومجالات مختلفة.
ويعتبر منتدى فرص الأعمال السعودي الفرنسي الأول أكبر تجمع اقتصادي سعودي - فرنسي إذ يهتم بالشؤون الاقتصادية والاستثمارية والتجارية بين البلدين، وفي عام 2017 م بلغ حجم التجارة بين المملكة وجمهورية فرنسا 34,101 مليون ريال سعودي. ووصلت قيمة الواردات 21,853 مليون ريال سعودي، بينما بلغت قيمة الصادرات 12,247 مليون ريال سعودي.

## العلاقات السعودية الألمانية
كانت معاهدة الصداقة التي وقعت في أبريل 1929م ، بداية العلاقات الرسمية مع ألمانيا وبتوقيعها أقيمت علاقات سياسية واقتصادية وجرت المصادقة عليها من قِبل الملك عبدالعزيز في 7 يونيو 1929م، وبعدها بعشر سنوات أقيمت علاقات دبلوماسية بين البلدين وتوقفت بعد قيام الحرب العالمية الثانية وإعلان الملك عبدالعزيز الحرب على ألمانيا.
ثم استأنفت المملكة علاقتها بألمانيا في عهد الملك سعود عام 1957م ، وأخذت العلاقة بينهم بالتطور وجرى تبادل الزيارات الرسمية على المستوى القيادي حيث زار الملك خالد بن عبدالعزيز ألمانيا الاتحادية في 1980م، وقابلها زيارة المستشار الألماني هلموت شميت للمملكة في عام 1981م ثم زار هلموت كول السعودية في 1983م، وكان لهذه الزيارة المساهمة في تطوير بعض المشاريع الإنمائية في المملكة من قِبل الشركات الألمانية، وفي سنة 1986م تأسست اللجنة الاقتصادية السعودية - الألمانية المشتركة لتعزيز التعاون في المجال الاقتصادي بين الجانبين.
في العرف الدبلوماسي تقام العلاقات بين الدول بناءً على طرق مختلفة ولكن عادة ما تكون بتدخل طرف ثالث بين دولتين يقترح إقامة علاقات وفي حالة المملكة وألمانيا كان للشركات الألمانية التجارية والصناعي دور في الضغط على حكومتها للاعتراف الرسمي بالسعودية ومن ثم تدخل  الأمير شكيب أرسلان وهو صديق للألمان وللملك عبد العزيز أيضاً وتقدم بطلب للألمان ليقيموا علاقات رسمية مع الملك عبد العزيز.
وقررت الحكومة الألمانية أن تسير في اتجاه إقامة علاقات رسمية مع الدولة الـسعودية حيث أعلنت تعيين أول قنصل لها في جدة هو هاينريش دو هاس وقدم أوراق اعتماده إلى وزير الخارجية الأمير فيصل وتـم اعتماده رسمياً في 21 آذار 1931 .وكان دو هاس إلى جانب عمله كدبلوماسي  يمارس النشاط التجاري وكان شريكاً لمستشار الملك عبد العزيز "خالـد اليهود القرقني" (الليبي الأصل) في استيراد البضائع الألمانية، والمملكة وألمانيا تجمع بينهم علاقات اقتصادية متينه حيث أنه كان هناك العديد من الصناعات الألمانية والشركات التـي لهـا علاقات تجارية مع المملكة ومن بين هذه الشركات شركة سيمنس (Siemens)، شركة زايس (Zeiss ) ،وشركة الاسمنت (Zementverbände.)  
وفي الوقت الحاضر تحديداً في عام  2017م بلغ حجم التجارة بين المملكة وألمانيا نحو 30,958 مليون ريال سعودي منها واردات بقيمة 29,497مليون ريال سعودي وصادرات بنحو 1,461مليون ريال سعودي.

## العلاقات السعودية الإيطالية
في عام 1932م تحديداً في 10 فبراير عقدت إيطاليا مع السعودية معاهدة صداقة في مدينة جدة اتفق الطرفان فيها على إقامة علاقات سياسة وقنصلية بين البلدين وفقاً لمبادئ القانون الدولي.
في حين أنه في عام 1933م جرى توقيع اتفاقية للتعاون بين البلدين، تلاها زيارة  الملك سعود بن عبدالعزيز إلى إيطاليا في مايو 1935م عندما كان وليًا للعهد، وفي يناير عام 1951م أعلنت المملكة تعيين وزير مفوض لها في روما، وتم افتتاح سفارة بين البلدين عام 1954م، وتبادل الجانبين الزيارات الرسمية التي استعرضت وجهات النظر في القضايا التي تتعلق بالمنطقة. حيث زار الملك فيصل بن عبد العزيز آل سعود إيطاليا عندما كان وزيرًا للخارجية في العام السابق لإقامة العلاقات بين البلدين والتقى الملك فيتوريو ايمانويلي الثالث ملك إيطاليا الذي منحه وسامًا بدرجة /ضابط عظيم /، كما زارها مرة أخرى عندما أصبح ملكًا للمملكة العربية السعودية في 14 يونيو 1973م.
شكلت تلك الزيارة منحنى مهما في العلاقات الثنائية بين المملكة وإيطاليا وكان من نتائجها توقيع اتفاقية ثقافية بين البلدين وجرى خلالها التطرق إلى إمكانية عقد اتفاقية اقتصادية بين الدولتين، وبعدها بدأت السعودية بتصدير النفط إلى إيطاليا. ومن ثم أنشئ المركز الإسلامي في روما في عام 1984م، ووضع حجر الأساس له حيث تبنى الملك فهد بن عبدالعزيز آل سعود مشروع المركز الإسلامي بروما وافتتحه رسمياً  الأمير سلمان بن عبدالعزيز آل سعود أمير منطقة الرياض آنذاك نيابة عن الملك فهد بن عبد العزيز سنة 1995م .
وتطورت العلاقات السياسية بين إيطاليا والسعودية من خلال الزيارات المتبادلة بين القيادتين. ومن بينها الزيارة التي قام بها الملك عبدالله بن عبدالعزيز لإيطاليا عندما كان وليًا للعهد في شهر صفر من عام 1420هـ الموافق شهر مايو 1999م  التقى فيها برئيس جمهورية إيطاليا آنذاك كارلو أزيليو تشامبي في قصر الكويرينا في روما وعقد محادثات رسمية مع دولة رئيس الوزراء ماسيمو داليما والتقى رئيس مجلس النواب لوتشانو فيولانتي.
ومن أهم الزيارات المتبادلة بين المسئولين في البلدين زيارة الملك فهد بن عبدالعزيز لإيطاليا في شهر جمادى الآخرة عام 1399هـ الموافق شهر مايو من عام 1979م عندما كان وليًا للعهد.
كما زار الأمير سلطان بن عبدالعزيز آل سعود ولي العهد نائب رئيس مجلس الوزراء، في شهر محرم 1404هـ الموافق لشهر أكتوبر عام 1983م إيطاليا والتقى بالرئيس ساندرو برتيني رئيس الجمهورية الايطالية ورئيس الوزراء بتينو كراكسي كما التقى بوزير الدفاع الإيطالي جيوفاني سبادوليني.
كذلك قام الأمير سلطان بن عبد العزيز آل سعود بزيارة إلى إيطاليا في شهر ذي القعدة عام 1414هـ الموافق شهر أبريل عام 1994م. وفي العاشر من شهر شوال 1420هـ الموافق السابع عشر من شهر يناير عام 2000م افتتح الأمير سلطان بن عبدالعزيز آل سعود في مدينة بولونيا بإيطاليا، مركز الملك عبدالعزيز لدراسات العلوم الإسلامية الذي تبرع  بإنشائه بـجامعة بولونيا.

## العلاقات السعودية الروسية
نشطت روسيا الاتحادية في العقد الأخير من القرن التاسع عشر وبداية القرن العشرين محاولةً دخول المنطقة العربية حيث ساهمت في مشاريع عدة منها السكك الحديدية .وعندما أعلن الملك عبدالعزيز قيام مملكة الحجاز وسلطنة نجد وملحقاتها كان الاتحاد السوفيتي أول من أعترف به في 1926م، وساهمت العلاقات الودية في رفع الاتحاد السوفيتي قنصليتة إلى مستوى مفوضية في 1929م.
وكانت أول ما سجلته العلاقات السعودية الروسية الاتصالات المبكرة مع الأمام عبد الرحمن وابنه الأمير عبد العزيز (الملك المؤسس) في الكويت في مطلع القرن العشرين قبل الاعتراف بالمملكة. لكن مرت العلاقة بفترة توقف بعد سنوات من بدئها واستمرت لعقود، وكان ذلك في أبريل عام 1938م عندما أعلن الاتحاد السوفيتي إغلاق بعثته الدبلوماسية في جدة، وقد كان الانقطاع الطويل للعلاقات الذي استمر لأكثر من نصف قرن له أضرار على كلا الشعبين.
وعادت الأمور لنصابها في 17 سبتمبر 1990م من خلال صدور بيان مشترك يُعلن استئناف العلاقات الدبلوماسية بين البلدين.
وتعززت العلاقات على إثر الزيارات التاريخية التي قام بها إلى روسيا الملك عبد الله بن عبد العزيز آل سعود رحمه الله عام 2003م عندما كان ولياً للعهد، والملك سلمان بن عبد العزيز آل سعود عام 2006م إلى روسيا عندما كان أميراً لمنطقة الرياض، وزيارة الرئيس الروسي فلاديمير بوتين إلى المملكة عام 2007م.
ومن الناحية الاقتصادية أعلنت المملكة وروسيا إنشاء صندوقا استثماريا مشتركا بقيمة 10 مليارات دولار لتمويل مشاريع مختلفة في روسيا، وأكثر ما تستثمر به السعودية هو قطاع البنية التحتية ومنها الطرق الخاضعة لرسوم في روسيا، كما أطلق البلدان صندوق روسي سعودي للاستثمار في قطاع الطاقة السعودي بقيمة مليار دولار. يضاف له استثمارات سعودية غير مقدرة ذهبت إلى روسيا بعد أحداث 11 أيلول 2001م.
وخلال زيارة الملك عبدالله إلى موسكو في تشرين الثاني عام 2003م، ووقع الطرفان مجموعة من الاتفاقيات لتطوير علاقات التعاون الثنائية، ومن نتائج زيارة الرئيس الروسي فلاديمير بوتين في شباط عام 2007م إلى السعودية توقيع اتفاقية ثنائية في مجال الاتصالات الجوية ومعاهدة تفادي دفع الضريبة المزدوجة على المداخيل ورؤوس الأموال، وعدة اتفاقيات في مجال الثقافة وتبادل المعلومات والتعاون المصرفي، كما جرى مناقشة اتجاهات التعاون في مجالات: التكنولوجيا الذرية، و بحثت زيارة الأمير محمد بن سلمان آل سعود عندما كان وليا لولي العهد لموسكو في حزيران  تعزيز سبل التعاون المشترك، ثم قام العاهل السعودي الملك سلمان في تشرين الأول 2017م بزيارة موسكو لتعزيز فرص التعاون بين الدولتين.

## التعاون في المجال الاقتصادي
تتعاون المملكة والاتحاد الأوروبي الذي يضم 28 دولة في المجال الاقتصادي بصورة كبير فهو شريك تجاري رئيسي للسعودية بـ 15.3% من إجمالي التجارة.
وفي السنوات ما بين 2008-2017م حصل تباين في التجارة البينية بين المملكة ودول الاتحاد الأوروبي فقد تراوح حجم التبادل التجاري معها بين  175,131 مليون ريال إلى 327,908 مليون ريال وسجل الميزان فائض لصالح المملكة يتراوح بين 3,485 مليون ريال إلى 30,646 مليون ريال وفائض لصالح الدول الأوروبية بين 2,234 مليون ريال إلى 79,486 مليون ريال.

## وصلات خارجية
- European Union (بالإنجليزية).